# Ioana de Dampierre
Ioana de Dampierre (n. cca. 1225–d. 1245/1246) a fost unica fiică a contesei Margareta a II-a de Flandra cu Guillaume al II-lea de Dampierre.
În 1239, mama ei a aranjat căsătoria Ioanei cu contele Ugo al III-lea de Rethel. Margareta stipula ca zestrea să fie returnată în cazul în care contele Ugo ar fi murit fără ca Ioana să fie avut copii. Când acest lucru chiar s-a întâmplat, suma de bani a fost restituită.
Ioana a fost apoi logodită cu contele Theobald al II-lea de Bar în 1243, căsătoria având loc doi ani mai târziu. Ioana a murit fără a avea copii, la puțină vreme după aceea.